# Benedetto Brunati
Benedetto Brunati (Torino, 14 ottobre 1784 – Torino, 7 febbraio 1862) è stato un architetto e ingegnere italiano.

## Biografia
Laureatosi all'Università di Torino l'8 agosto 1803 come Ingegnere idraulico e il 24 luglio 1805 come architetto, fu tra i primi allievi di Ferdinando Bonsignore. Più tardi fu Dottore collegiato nel Collegio di Matematica dell'Università di Torino (30 marzo 1816). Nel periodo francese fu ingegnere del Principe Camillo Filippo Ludovico Borghese quando questi era Governatore del Piemonte (dal 3 agosto  1808). Membro del Congresso Permanente di Acque e Strade e del Consiglio degli edili di Torino (dal 21 luglio 1810). Ricoprì cariche importanti: fu Ispettore dell'Amministrazione dei Sali e Tabacchi, e Ingegnere idraulico della Città di Torino (dal 15 gennaio 1813). Dopo la Restaurazione ebbe una lunga carriera nel Corpo Reale del Genio Civile piemontese: ingegnere di Prima Classe e Capitano (6 luglio 1816), Ispettore di Acque e Strade ad Alessandria (dal 17 aprile 1817), Ispettore di prima classe di Torino e Aosta (dal 18 febbraio 1825), Ispettore Generale dal 3 novembre 1828 al 31 gennaio 1857. Tecnico di notevole autorità e competenza, fu attivo in tutto il Regno di Sardegna con numerosissimi controlli, collaudi e pareri, spesso di grande responsabilità e impegno, in campo architettonico (scelta e trattative per l'acquisto di un palazzo per il re Carlo Felice a Genova, 1823; parere sull'altar maggiore del duomo di Novara, 1834), urbanistico (piani regolatori e di abbellimento di Torino con il Consiglio degli Edili, 1811-1825), strutturale (collaudo del ponte ferroviario sul Ticino, 1828; relazione sul progetto di Guillaume-Henri Dufour per il ponte sospeso del Valentino a Torino, 1826), idraulico (ricognizione sulla navigabilità del Po, 1818), topografico (definizione dei confini tra Francia e Regno di Sardegna lungo il Rodano).
Nelle opere architettoniche fu un autorevole rappresentante del neoclassicismo di gusto romano e parigino diffuso in Piemonte da Ferdinando Bonsignore, aggiornato nell'attività tarda da riferimenti al decorativismo di cultura lombarda importato da Pelagio Palagi. Nella chiesa parrocchiale di Borgo Cornalese, realizzata con tutta la tenuta per il conte Montmorency-Laval (poi passata ai De Maistre), dimostra una sorprendente vena creativa nell'uso del linguaggio neoclassico.
Brunati fu Deputato nelle Legislature IV e V del Parlamento del Regno di Sardegna (dal 1853 al 1857). Al termine della carriera professionale ricevette il titolo di Barone con Regio Decreto 31 gennaio 1857.

## Opere

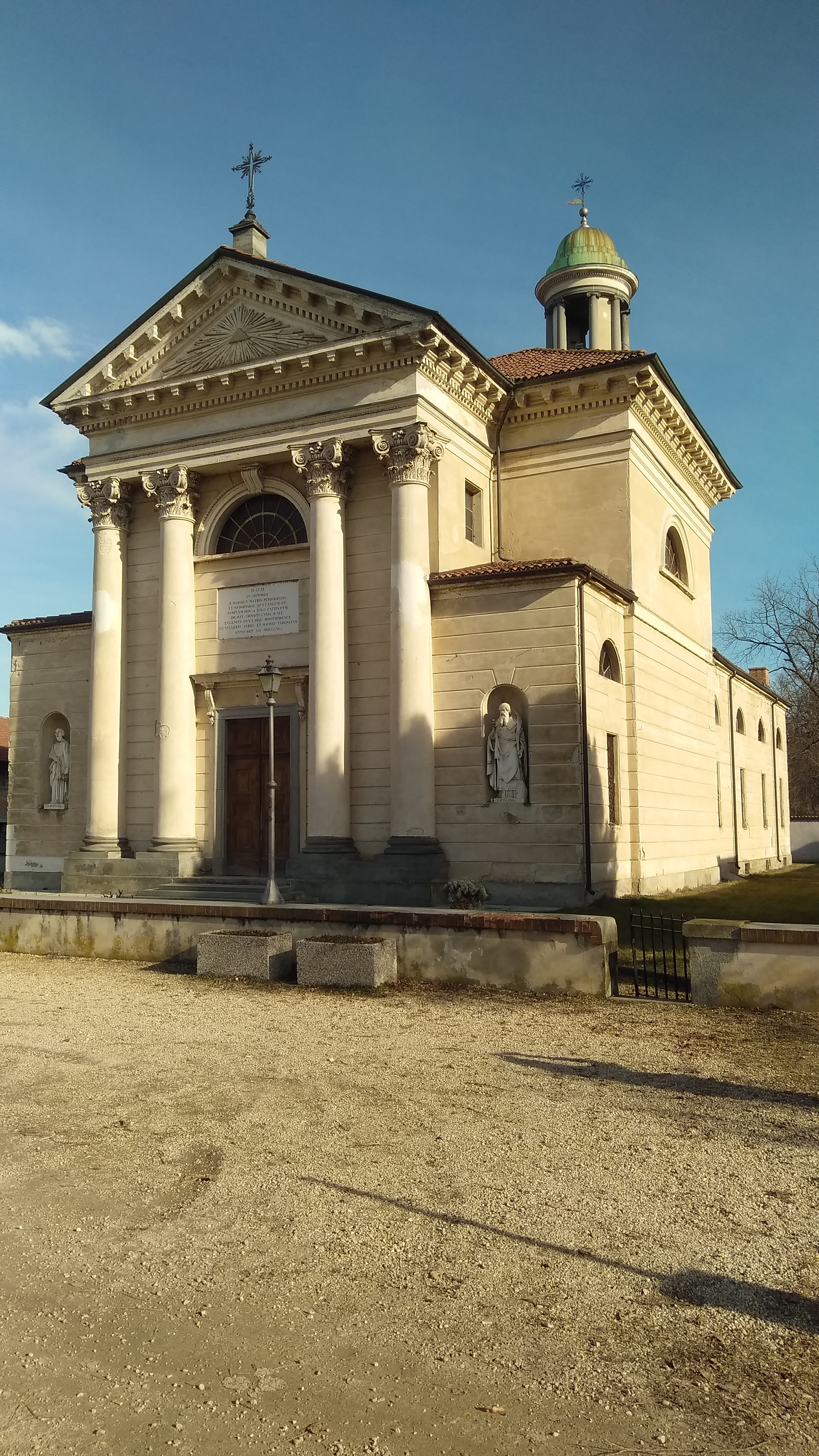
La Chiesa di Borgo Cornalese

- Arignano (Torino), mulino e bacino artificiale a scopo irriguo, 1838.
- Carignano (Torino), edificio scolastico, progetto, 1827; cimitero, progetto, 1836 (non eseguito).
- Carmagnola (Torino), mercato dei grani, completamento, 1813.
- Courmayeur (Aosta), progetto di impianto termale, 1825.
- Cuneo, fabbricati di piazza Galimberti, 1835 e segg.
- La Perrière (Savoia), progetto di opere per l'utilizzo delle acque a scopo termale, 1821.
- Nizza (Francia), teatro, 1828 (distrutto da un incendio nel 1881)
- Lucedio (Vercelli), sistemazione idraulica della tenuta del Principe Borghese, 1808.
- Racconigi (Cuneo), piano della roggia del Principe di Carignano, 1821.
- Santena (Torino), cappella della tenuta di San Salvà, 1844.
- Torino, casa Musnier, facciata, 1811; casa Felice Nigra in via Alfieri, abbellimenti e facciata, 1812; lavori all'edificio dei Sali e Tabacchi, 1812; progetto di cateratta presso i mulini della città, 1813; sistemazione viaria presso il mulino  della Rocca, 1813; apparati e direzione della festa per l'ingresso del re a Torino, 1814; ponte sul Po, completamento, 1814; ponte sulla Dora presso il Regio Parco, progetto, 1814-1816; Manifattura Tabacchi, rilievi e progetti, 1819; casa Doria in via Arcivescovado, progetto di facciata, 1820; casa Dal Pozzo, lavori, 1820; Casa Nicola Brunati in piazza Vittorio, 1826; tre case per G. Avena in via della Zecca e contrada Macelli, 1831; due case per G. Polzio in contrada Ospedale, 1831; Nuovo fabbricato a 3 piani per G. Avena in via della Zecca, 1835; palazzo Brunati in via della Rocca, 1836 (ampliato negli anni 1839-1845 e 1852); palazzo Gozzani, sistemazione facciata, 1845 e terrazzo (1846); casa del conte Piossasco di Airasca in via della Rocca, colonnato e terrazzo, 1852.
- Villastellone (Torino), chiesa, cappella, cimitero e rifacimento del castello di Borgo Cornalese, 1842-1850.
- Vinovo (Torino), progetto di ponte sospeso sul fiume Chisola, 1844.